# Pour l'Afrique et pour toi, Mali

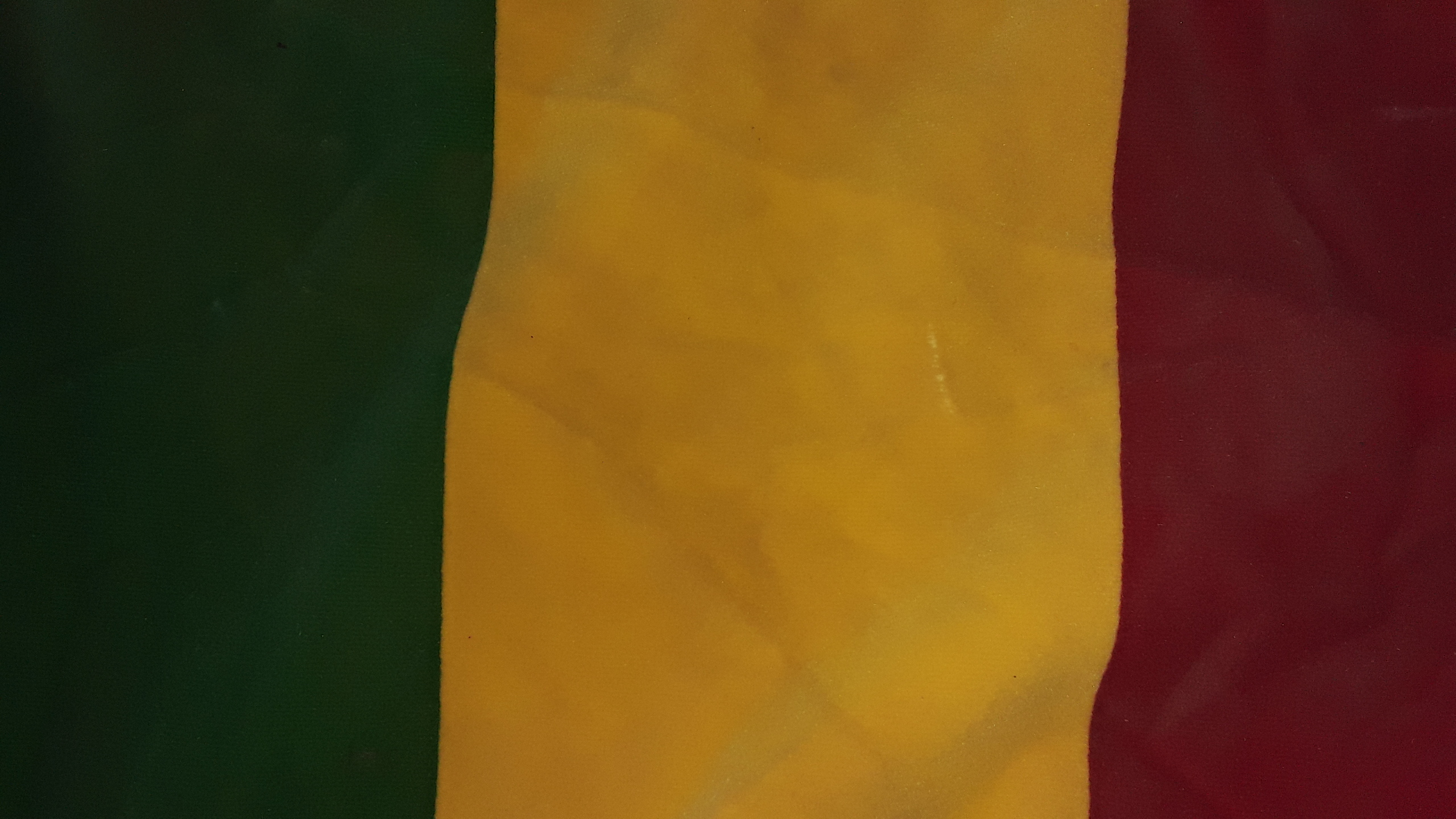
le drapeau du Mali

Mali, écrit par  Seydou Badian Kouyaté est l'hymne national du Mali. Il a été adopté par la loi 62-72 du 9 août 1962. Une version en langue bambara existe également, traduite par le Mouvement Pionnier du Mali.

## Parolesen français
Premier couplet
À ton appel Mali
Pour ta prospérité
Fidèle à ton destin
Nous serons tous unis
Un peuple, un but, une foi
Pour une Afrique unie
Si l'ennemi découvre son front
Au-dedans ou au-dehors
Debout sur les remparts
Nous sommes résolus de mourir
Refrain
Pour l'Afrique et pour toi Mali
Notre drapeau sera liberté
Pour l'Afrique et pour toi Mali
Notre combat sera unité
Ô Mali d'aujourd'hui
Ô Mali de demain
Les champs fleurissent d'espérance
Les cœurs vibrent de confiance
 Deuxième couplet
Debout villes et campagnes
Debout femmes, jeunes et vieux
Pour la patrie en marche
Vers l'avenir radieux
Pour notre dignité
Renforçons bien nos rangs
Pour le salut public
Forgeons le bien commun
Ensemble au coude à coude
Faisons le sentier du bonheur
Troisième couplet
La voie est dure très dure
Qui mène au bonheur commun
Courage et dévouement
Vigilance à tout moment
Vérité des temps anciens
Vérité de tous les jours
Le bonheur par le labeur
Fera le Mali de demain
Quatrième couplet
L'Afrique se lève enfin
Saluons ce jour nouveau
Saluons la liberté
Marchons vers l'unité
Dignité retrouvée
Soutient notre combat
Fidèle à notre serment
De faire l'Afrique unie
Ensemble debout mes frères
Tous au rendez-vous de l'honneur
LE CHANT NATIONAL DES PIONNIERS DU MALI PAR BEMBA DIARRA
C'est le jour de l'Afrique
C'est l'heure de l'Afrique
Oh ô jeunesse
C'est l'allégresse,
La nuit disparait du soleil le rayon frais,
Inscrivent dans les cieux,
La liberté,
Inscrivent l'unité,
Inscrivent l'unité
C'est le jour de l'Afrique
Oh ô jeunesse
C'est l'heure de l'Afrique
Quelle belle espérance
Notre père Konaté dans la dignité
Nous suivrons ta voie
Nous voulons ta foi
La bataille du souvenir
La bataille de l'avenir
Nous saurons les gagner
Nous saurons les gagner
C'est le jour de l'Afrique
Oh ô jeunesse
C'est l'heure de l'Afrique
Quelle belle espérance
Nous faisons ce serment
Nous ferons le Mali
Nous ferons l'Afrique
Nous ferons l'Afrique
Même s'il faut notre sang
Nous irons de l'avant
Même s'il faut notre sang
Nous irons en courant
C'est le jour de l'Afrique
Oh ô jeunesse
C'est l'heure de l'Afrique
Quelle belle espérance

## Paroles en bambara
Premier couplet
Mali man’a kan bɔ
ɲɛtaa kɛlɛba don
An bɛɛ b’an cɛsiri
Ka lahidu tiimɛ
So, haju, ŋaniya kelen
Farafinna kelenya
Jugu man’a kun bɔ
Kɔnɔna o Kɛnɛma
Bɛɛ ka wuli k’i jɔ
Saya ka fisa malo ye
Refrain
Farafinna n’an faso Mali
Jɔnjɔn in ko: hɔrɔnya bɛrɛ
Farafinna n’an faso Mali
Kɛlɛ in ko: kelenya kɛlɛ
Un! Mali tile bɛ bi
Un! Mali tile bɛ sini
Jigiya forow funtira kayira
Denw hakili latigɛra pewu pewu
 Deuxième couplet
Duguw ni togodaw jɔli
Muso jɔlenw, denmisɛnw ni mɔgɔkɔrɔbaw
Ka ɲɛsin faso ma min bɛ taama na
Ka ɲɛsin siniɲɛsigi ɲuman ma
An ka danbe kosɔn
An ka barika don an ka jεkuluw la
Foroba lakanani kama
An ka foroba nafa forge
Sɔgɔsɔgɔninjɛ ni kamankunw ye ɲɔgɔn fɛ
An ka taama sira kan min bɛ taa nisɔndiya la
Troisième couplet
Sira ka gɛlɛn kosɛbɛ
O min bɛ na ni nisɔndiya ye ɲɔgɔn fɛ
Ja gɛlɛya ani yɛrɛdi
Kɔlɔsili kɛ waati bɛɛ
Tiɲɛ min kɛra waati kɔrɔw la
Don o don tiɲɛ
Nisɔndiya sɔrɔli baara gɛlɛn fɛ
A bɛna Mali kɛ sini ta ye
Quatrième couplet
Farafinna laban bɛ wuli
An ka nin don kura in fo
Foli kɛ hɔrɔnya la
An ka taama ka taa kelenya fan fɛ
Bonya sɔrɔla kokura
Aw ka dɛmɛ don an ka kɛlɛ la
Tiɲɛ don an ka kalili la
Walasa ka Afiriki kɛ kelen ye
Aw ka jɔ ɲɔgɔn fɛ ne balimaw
O bɛɛ kɛra bonya ye